# Jongny
Jongny est une commune suisse du canton de Vaud, située dans le district de la Riviera-Pays-d'Enhaut. Elle fait partie de la Riviera vaudoise et du cercle scolaire de Corsier.

## Géographie
Le territoire de Jongny s'étend sur 2,16 km2. Lors du relevé de 2013-2018, les surfaces d'habitations et d'infrastructures représentaient 29,2 % de sa superficie, les surfaces agricoles 48,6 %, les surfaces boisées 21,3 % et les surfaces improductives 0,5 %.
La commune est traversée par la Bergère.

## Histoire
Jongny était déjà connu du temps des Romains, comme en témoigne le sentier et le chemin Romain dans les hauts de la Commune ainsi que son nom se terminant en « y ».
Plus récemment, elle faisait partie de la paroisse de Corsier-sur-Vevey, tout comme Chardonne et Corseaux. Ce n'est que le 19 décembre 1833 que, par décret du Grand Conseil, l'ancienne paroisse politique de Corsier fut divisée en 4 communes.
Actuellement, de nombreux entités intercommunales existent toujours entre ces quatre communes, notamment :
- Cercle scolaire de Corsier
- Le Bureau technique intercommunal
- Les pompiers, Service de défense incendie et secours SDIS Pelerin intégré en 2014 au SDIS Rivera au sein de l'Association Sécurité Riviera. La caserne de Jongny est l'une des quatre casernes du SDIS Riviera.

## Politique
La commune de Jongny a un exécutif, la municipalité de cinq membres, et un législatif, le conseil communal de 45 membres. La municipalité et le conseil communal sont élus au système majoritaire tous les cinq ans. La prochaine élection générale aura lieu en 2026.

## Population et société

### Gentilé et surnom
Les habitants de la commune se nomment les Jongnyssois.
Ils sont surnommés lè Défreguelyî (les déguenillés en patois vaudois),.

### Démographie

#### Évolution de la population
Jongny compte 1 842 habitants au 31 décembre 2022 pour une densité de population de 853 hab/km2. Sur la période 2010-2019, sa population a augmenté de 8,4 % (canton : 12,9 % ; Suisse : 9,4 %).  

#### Pyramide des âges
En 2020, le taux de personnes de moins de 30 ans s'élève à 31,9 %, au-dessous de la valeur cantonale (35 %). Le taux de personnes de plus de 60 ans est quant à lui de 25,9 %, alors qu'il est de 21,9 % au niveau cantonal.
La même année, la commune compte 826 hommes pour 845 femmes, soit un taux de 49,4 % d'hommes, supérieur à celui du canton (49,1 %).
| Hommes | Classe d’âge | Femmes |
| ------ | ------------ | ------ |
| 0,5    | 90 ans ou +  | 0,6    |
| 8,6    | 75 à 89 ans  | 7,9    |
| 16,5   | 60 à 74 ans  | 17,6   |
| 23,1   | 45 à 59 ans  | 21,1   |
| 19,6   | 30 à 44 ans  | 20,7   |
| 16,0   | 15 à 29 ans  | 14,2   |
| 15,7   | - de 14 ans  | 17,9   |

| Hommes | Classe d’âge | Femmes |
| ------ | ------------ | ------ |
| 0,5    | 90 ans ou +  | 1,4    |
| 6,1    | 75 à 89 ans  | 8,2    |
| 13,3   | 60 à 74 ans  | 14,3   |
| 21,5   | 45 à 59 ans  | 21,2   |
| 22,0   | 30 à 44 ans  | 21,4   |
| 19,6   | 15 à 29 ans  | 18,0   |
| 16,9   | - de 14 ans  | 15,5   |

### Clubs sportifs
- UHC Jongny, unihockey
- FSG Chardonne-Jongny, gymnastique
- Badminton Club Mont-Pèlerin, badminton
- Volley-détente Jongny

### Sociétés locales
- Société de développement de Jongny (SDJ)
- Fanfare de Chardonne-Jongny
- Chorale du Pèlerin
- Jeunesse du Pressoir (Cercle de Corsier)

## Héraldique
| Blason | Blasonnement : « D'azur à la cloche accompagnée en chef de deux étoiles et en pointe d’un cœur, le tout d'argent. » |